# Челяднин, Пётр Фёдорович
Пётр Фёдорович Челяднин — воевода и боярин на службе у московского князя Ивана III.
Представитель боярской семьи Челядниных, члены которой занимали одни их самых высоких постов в Русском государстве. Внук боярина Михаила Андреевича Челядни, брат боярина Андрея Фёдоровича, московского дворянина и воеводы.
В 1472 году привёл большой полк на берег Оки к Алексину на помощь князю Василию Михайловичу Верейскому для отражения вторжения хана Большой Орды Ахмата, не допустив переправы на левый берег и вторжения во внутренние области Московского княжества (версия первой и второй Софийских и Новгородской IV летописей), однако по Воскресенской летописи, наоборот, Пётр Фёдорович с алексинским воеводой Семёном Беклемишевым бились с татарами до прихода большого полка под командой Василия Михайловича Верейского.
Пётр Фёдорович сопровождал Ивана III в его походе на Новгород 1475 году.
В 1478 году он уже был наместником в Устюге, где получил приказ разрушить старый город и построить новый.
Последний раз его имя упоминается в 1508 году в связи с войной с Литвою.